# Антуан I де Люксембург-Линьи
Антуан I де Люксембург-Линьи (фр. Antoine I de Luxembourg-Ligny; 1450 или 1445 — 1519) — граф де Русси, де Бриенн и де Линьи. 

## Биография
Сын коннетабля Франции Луи де Люксембурга и Жанны де Марль.
Находился на службе герцогов Бургундских. Под командованием своего отца в 1465 участвовал в войне Лиги Общественного блага. В 1468 участвовал в устроенном в Брюгге по случаю бракосочетания Карла Смелого с Маргаритой Йоркской падарме «Золотое Древо». В 1472 назначен губернатором Бургундии. В том же году в ходе войны с Францией разграбил приграничные районы Шампани и графство Тоннер. 
Маршал графства Бургундии в 1474—1475. 20 июня 1475 был взят в плен французами в бою у Гипи близ Шато-Шинона в Бургундии и помещен в большую башню в Бурже, а затем переведен в Плесси-дю-Парк к королю, который потребовал за Люксембурга выкуп в 40 000 экю. Вскоре Антуан был назначен одним из хранителей Солёврского перемирия. 19 декабря того же года его отец был казнен за измену, а владения Люксембургов конфискованы.
В 1487 Карл VIII вернул Антуану часть семейных владений. При Людовике XII стал камергером; в 1504 король подтвердил возвращение владений. В 1510 после смерти Шарля де Бурбон-Руссильона, не оставившего мужского потомства, Антуану было возвращено графство Линьи. 

## Семья
1-я жена (15.03.1472): Антуанетта де Бофремон (ум. 1483), графиня де Шарни, дочь Пьера де Бофремона, графа де Шарни, и Марии Бургундской
Дети:
- Клод
- Филиберта де Люксембург (ум. 1539), графиня де Шарни. Муж (01.1494): Жан IV де Шалон-Арле, принц Оранский.
- Шарль I де Люксембург-Линьи (1562—1530), граф де Бриенн и де Русси и де Линьи. Жена (1510): Шарлотта д'Эстутвиль, дама де Бен и де Мези, дочь Жака д'Эстутвиля, барона д'Иври, и Жилетты де Коэтиви

2-я жена: Франсуаза де Крой-Шиме, дочь Филиппа де Кроя, графа де Шиме, и Вальбурги фон Мёрс
3-я жена: Жилетта де Коэтиви (ум. 1510), дочь Оливье де Коэтиви, графа де Тайбур, и Марии де Валуа
Бастарды:
От Перонны де Машфор:
- Антуан де Люксембург (ум. ок. 1538), бастард де Бриенн, сеньор де Люксемон, легитимирован в 1500. Жена: Изабелла де Маролль

От неизвестной:
- Изабелла де Люксембург. Муж (1489): Пьер де Ла-Шоссе д'Э